# Saint-Romain-en-Gal
Saint-Romain-en-Gal är en kommun i departementet Rhône i regionen Auvergne-Rhône-Alpes i östra Frankrike. Kommunen ligger i kantonen Condrieu som tillhör arrondissementet Lyon. År 2022 hade Saint-Romain-en-Gal 1 990 invånare.

## Befolkningsutveckling
Antalet invånare i kommunen Saint-Romain-en-Gal
| Referens: INSEE |